# Klara Löbenstein
Klara Löbenstein   (Hildesheim, 15 de febrer de 1883 - Buenos Aires, 10 de juny de 1968) va ser una matemàtica alemanya.
El pare de Löbenstein era un dels socis del gran negoci comercial Löbenstein und Freudenthal al mateix centre de Hildesheim i ella va fer els estudis primaris a la Goetheschule d'aquesta ciutat. Després de passar la prova de maduresa a Hannover el 1904 (examinant-se amb els nois), van anar, amb la va seva amiga Grete Kahn, a les universitats de Berlín i de Göttingen com estudiants oients, ja que l'estat Prussià no va acceptar dones a les universitats fins al 1909. El 1910 va obtenir el doctorat a Göttingen amb una tesi dirigida per David Hilbert. L'any següent ja era professora de l'institut de Hildesheim i, a continuació, ho va ser dels instituts de Metz (1913-1916) i de Landsberg a partir de 1916. El 1936 va ser acomiadada en virtut de les lleis racials nazis. El 1939 va abandonar el país i el 1941 va fixar la seva residència a Buenos Aires (Argentina), on va ser professor d'institut més de vint anys. En morir, el 1968, va ser enterrada al Cementerio Alemán de Buenos Aires.